# 보석학

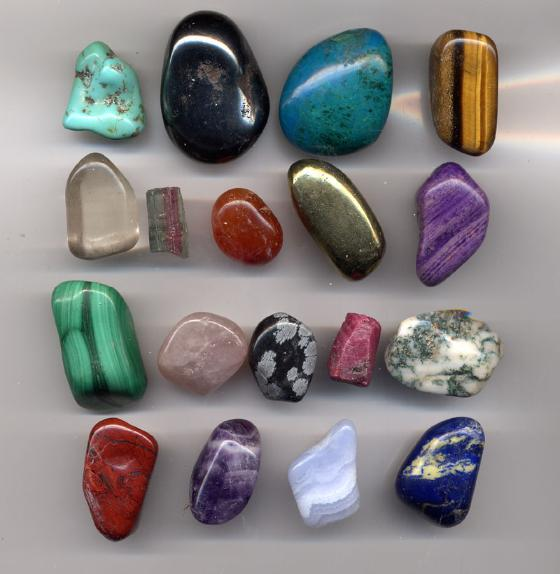

보석학(寶石學, gemology)은 보석류를 감정하고 평가하는 학문이다. 학문으로는 지질학 및 광물학 등의 지구과학의 일부이다.

## 역사
보석상과 보석학자를 위한 보석학의 기초 교육은 19세기에 시작되었지만, 1908년 영국 금세공인 협회(National Association of Goldsmiths of Great Britain, NAG)가 이 목적을 위해 보석학 위원회를 설립한 후 첫 번째 자격이 도입되었다. 이 위원회는 보석학 협회(Gem-A)로 발전했다. 영국의 현재 교육 자선 단체이자 전 세계적으로 교육 과정을 제공하는 공인 수여 기관이다.
1929년에 Gem-A의 학위 과정을 처음으로 미국에서 졸업한 사람은 로버트 시플리(Robert Shipley)였으며 나중에 미국보석연구소(Gemological Institute of America)와 미국보석학회(American Gem Society)를 설립했다. 현재 전 세계에 여러 전문 학교와 보석 학자 협회 및 인증 프로그램이 있다.
보석류 거래를 위한 최초의 보석 연구소는 1925년 런던에 설립되었으며, 새로 개발된 "양식 진주"의 유입과 루비 및 사파이어의 합성 발전에 힘입어 촉발되었다. 현재 전 세계에는 보석 처리, 새로운 합성물 및 기타 새로운 재료와 같은 새로운 문제를 식별하기 위해 훨씬 더 발전된 장비와 경험을 요구하는 수많은 보석 실험실이 있다.